# Poecilognathus inornata
Poecilognathus inornata är en tvåvingeart som först beskrevs av Daniel William Coquillett 1904.  Poecilognathus inornata ingår i släktet Poecilognathus och familjen svävflugor.
Artens utbredningsområde är Texas. Inga underarter finns listade i Catalogue of Life.